# Loxoconcha nana
Loxoconcha nana is een mosselkreeftjessoort uit de familie van de Loxoconchidae. De wetenschappelijke naam van de soort is voor het eerst geldig gepubliceerd in 1962 door Marinov.